# Kangarina
Kangarina is een geslacht van kreeftachtigen uit de klasse van de Ostracoda (mosselkreeftjes).

## Soorten
- Kangarina ancyla Bold, 1963 †
- Kangarina biloba (Hu, 1981)
- Kangarina bradyi (Hu, 1981)
- Kangarina cava Hu, 1977 †
- Kangarina cavata Hu, 1981 †
- Kangarina cavatoida Hu, 1981 †
- Kangarina chipolensis Puri, 1954 †
- Kangarina coarctata (Ruggieri, 1953) Ascoli, 1968 †
- Kangarina complicata Ishizaki & Günther, 1974
- Kangarina delicata Ishizaki & Günther, 1974
- Kangarina depressa Bold, 1968 †
- Kangarina elevata Guan, 1978 †
- Kangarina fieldsae Bold, 1966 †
- Kangarina glabrata Ruan in Zeng, Ruan, Xu, Sun & Su, 1988
- Kangarina hayamh Yajima, 1982 †
- Kangarina hayamii Yajima, 1982
- Kangarina hendeyi Dingle, 1993
- Kangarina howei Puri, 1954 †
- Kangarina imperfecta Ciampo, 1984 †
- Kangarina jacksonbluffensis Puri, 1954 †
- Kangarina kunchiatiena Hu, 1984 †
- Kangarina macropus Whatley & Downing, 1984 †
- Kangarina mucronata (Brady, 1880) Dingle, 1993
- Kangarina obliqua (Brady, 1880)
- Kangarina parallela Guan, 1978 †
- Kangarina pervadera Ishizaki & Günther, 1974
- Kangarina qiongshanensis Gou & Huang in Gou, Zheng & Huang, 1983 †
- Kangarina quadrata (Hanai, 1957)
- Kangarina radiata (Hornibrook, 1952)
- Kangarina septentrionalis Neale, 1972
- Kangarina shinzatoensis Nohara, 1987 †
- Kangarina simplex Ciampo, 1984 †
- Kangarina sinuata (Lienenklaus, 1894) Faupel, 1975 †
- Kangarina sola Dingle, 1993
- Kangarina tridens Deltel, 1963 †
- Kangarina trinerva Hu, 1977
- Kangarina unispinosa Swanson, 1980
- Kangarina wareelacogarra McKenzie, Reyment & Reyment, 1993 †
- Kangarina yamaguchii Tabuki, 1986 †